# Freunde Don Boscos Berlin
Der Verein Freunde Don Boscos Berlin e.V. wurde am 3. November 2004 gegründet, um Familien, Kindern und Jugendlichen in Berlin eine Möglichkeit der Hilfe und Beratung anzubieten sowie Beziehungen und Kontakte der Kinder, Jugendlichen, Ehemaligen, Mitarbeiter, Förderer und Freunde der Berliner Don-Bosco-Einrichtungen weiter zu pflegen.
Anlass für die Gründung war die (zum 31. März 2005 vollzogene) Schließung der Jugendhilfeeinrichtung der Salesianer Don Boscos in Berlin-Wannsee. Der Vorstand besteht zum großen Teil aus ehemaligen Mitarbeitern dieser Jugendhilfeeinrichtung.